# Ellinikón (ort i Grekland, Nomós Argolídos)
Ellinikón (Elliniko) är en ort i Grekland.   Den ligger i prefekturen Nomós Argolídos och regionen Peloponnesos, i den södra delen av landet, 100 km väster om huvudstaden Aten. Ellinikón ligger 158 meter över havet och antalet invånare är 378.
Terrängen runt Ellinikón är huvudsakligen kuperad, men österut är den platt.  Närmaste större samhälle är Argos, 7,8 km nordost om Ellinikón. Trakten runt Ellinikón består till största delen av jordbruksmark.